# Super Bowl LVIII
El Super Bowl LVIII fue el 58.º Super Bowl y el 54.º  partido de campeonato de la National Football League (NFL) de la era moderna correspondiente a la temporada 2023. Se llevó a cabo el 11 de febrero de 2024 en el Allegiant Stadium de Paradise, Nevada.
Este fue el primer Super Bowl que se celebró en Nevada y en el área del Valle de Las Vegas. Además, marcó el tercer año consecutivo en el que el Super Bowl se jugó en el oeste de los Estados Unidos, después de haberse llevado a cabo en las ciudades anfitrionas de Los Ángeles, California en 2022 y Phoenix, Arizona en 2023. El juego fue transmitido en televisión a nivel nacional por CBS y en streaming mediante Paramount+ en inglés, así como por primera vez, también fue transmitido en la cadena de idioma español Univision y el servicio de streaming hermano ViX. Además, se ofreció una transmisión alternativa orientada a los jóvenes en la cadena hermana de CBS Nickelodeon, lo cual representa la primera vez que se realiza una situación de este tipo. Cabe destacar que esta fue la primera transmisión simultánea de un Super Bowl desde el Super Bowl I.

## Antecedentes

### Selección de la sede
El 23 de mayo de 2018, la liga seleccionó inicialmente a Nueva Orleans como sede del Super Bowl LVIII. El juego, junto con el Super Bowl LVII, fue parte de un nuevo proceso de adjudicación implementado por la liga que se introdujo en el Super Bowl LVI. En el proceso anterior, las ciudades que deseaban albergar un Super Bowl presentaron ofertas, que fueron deliberadas y votadas en las reuniones de propietarios de la liga. El nuevo proceso ya no permite que las ciudades presenten ofertas por el juego; la liga ahora elige a los candidatos potenciales.
En marzo de 2020, la liga y la NFLPA acordaron expandir la temporada regular de 16 a 17 juegos a partir de 2021, lo que llevó el Super Bowl LVIII al 11 de febrero de 2024 y provocó un conflicto con las celebraciones del Mardi Gras de Nueva Orleans.  La liga anunció formalmente el 14 de octubre de 2020 que Nueva Orleans albergaría el Super Bowl LIX en lugar del Super Bowl LVIII, y luego anunció el 15 de diciembre de 2021 que se eligió Las Vegas como el nuevo sitio.
El logo oficial se dio a conocer el 13 de febrero de 2023; sigue la plantilla de logotipo actualizada introducida por el Super Bowl LVI, con los tradicionales números romanos con imágenes que reflejan la ciudad/región anfitriona (en este caso, el horizonte del Strip de Las Vegas y el letrero de Las Vegas). Los números también están inclinados hacia adentro para evocar la arquitectura de complejos turísticos como Bellagio y Wynn Las Vegas.